# 8-й истребительный авиационный корпус
8-й истребительный авиационный Бобруйский Краснознамённый корпус (8-й иак) — соединение Военно-Воздушных сил (ВВС) Вооруженных Сил РККА, принимавшее участие в боевых действиях Великой Отечественной войны.

## Наименования корпуса
- 4-й смешанный авиационный корпус.
- 8-й истребительный авиационный корпус.
- 8-й истребительный авиационный Бобруйский корпус.
- 8-й истребительный авиационный Бобруйский Краснознамённый корпус.

## Создание корпуса
8-й истребительный авиационный корпус сформирован 23 июня 1943 года на базе управления 4-го смешанного авиационного корпуса путём придания корпусу 215-й и 323-й истребительных авиационных дивизий.

## Преобразование корпуса
- 8-й Бобруйский Краснознамённый истребительный авиационный корпус решением Ставки Верховного Главнокомандования 29 мая 1945 г. вошёл в состав Северной группы войск[2].
- 8-й Бобруйский Краснознамённый истребительный авиационный корпус в 1948 году расформирован[3].

## В действующей армии
В составе действующей армии:
- с 23 июня 1943 года по 30 сентября 1943 года, итого: 101 день,
- с 21 июня 1944 года по 8 сентября 1944 года, итого: 80 дней,
- с 12 ноября 1944 года по 9 мая 1945 года, итого: 179 дней.

Всего: 360 дней.

## Командир корпуса
- генерал-майор авиации Жеребченко Фёдор Фёдорович, период нахождения в должности: с 23 июня 1943 года по 13 июня 1944 года.
- генерал-лейтенант авиации Осипенко Александр Степанович[5], период нахождения в должности: с 16 июня 1944 года по сентябрь 1945 года.
- генерал-майор авиации Зимин Георгий Васильевич[5], период нахождения в должности: с октября 1945 года по февраль 1947 года.
- генерал-майор авиации Рыбаков Павел Павлович[5], период нахождения в должности: с 1 февраля 1947 года по март 1948 года.

## В составе объединений
| Объединение                                      | Период                  |
| ------------------------------------------------ | ----------------------- |
| 1-я воздушная армия Западный фронт               | 23.06.1943 — 30.09.1943 |
| Авиация Резерва Верховного Главного Командования | 30.09.1943 — 21.06.1944 |
| 16-я воздушная армия 1-й Белорусский фронт       | 21.06.1944 — 01.08.1944 |
| 4-я воздушная армия 2-й Белорусский фронт        | 01.08.1944 — 08.09.1944 |
| Авиация Резерва Верховного Главного Командования | 08.09.1944 — 12.11.1944 |
| 4-я воздушная армия 2-й Белорусский фронт        | 12.11.1944 — 10.06.1945 |
| 4-я воздушная армия Северная группа войск        | 10.06.1945 — 1948       |

## Места дислокации
- Пренцлау, Германия (до 01.05.1945 г.).
- Вулькенцин, Германия (с 01.05.1945 по 15.05.1945 г.).
- Варнемюнде, Германия (с 15.05.1945 по 1946).
- Легница, Польша (1946—1948 гг.).

## Соединения, части и отдельные подразделения корпуса
- 215-я истребительная авиационная дивизия (расформирована в декабре 1945 года)
  - 2-й гвардейский истребительный авиационный полк (Ла-5, до 01.07.1943 г.)
  - 156-й истребительный авиационный полк (Ла-5, Ла-5ФН, с 06.11.1943)
  - 246-й истребительный авиационный полк (Харрикейн, с 26.06.1944 г. по 10.08.1944 г. и на Як-1 и Як-9 с 17.09.1944 г. по 06.10.1944 г.)
  - 263-й истребительный авиационный полк (Ла-5, Ла-5ФН)
  - 283-й истребительный авиационный полк (Як-7Б, с 01.10.1944 г.)
  - 522-й истребительный авиационный полк (Ла-5, Ла-5ФН, до 18.10.1943 года, расформирован).
  - 611-й штурмовой авиационный полк (Ил-2, до 01.11.1944 г.)
  - 813-й истребительный авиационный полк (Ла-5, с 06.07.1943 г.)
- 323-я истребительная авиационная дивизия
  - 149-й истребительный авиационный полк (Як-7, до 21.06.1944 г. и с 15.07.1944 г.)
  - 269-й истребительный авиационный полк (Як-1, Як-9, с 06.11.1943 года по март 1947 года, расформирован)
  - 484-й истребительный авиационный полк (Як-1)
  - 518-й истребительный авиационный полк (Як-9, до 24.09.1943 г.)
- 415-я отдельная авиационная эскадрилья связи[4] (с 10.03.1045 г. 412-я отдельная авиационная эскадрилья связи)
- 281-я отдельная рота связи[4]
- 34-й отдельный взвод аэрофотослужбы[4] (до 23.06.1944)
- 2668-я военно-почтовая станция[4]

## Участие в операциях и битвах
- Смоленско-Рославльская операция — с 15 сентября 1943 года по 2 октября 1943 года.
- Белорусская операция «Багратион» — с 23 июня 1944 года по 29 августа 1944 года.
- Бобруйская операция — с 24 июня 1944 года по 29 июня 1944 года.
- Барановичская операция — с 5 июля 1944 года по 16 июля 1944 года.
- Восточно-Прусская операция — с 13 января 1945 года по 25 апреля 1945 года.
- Восточно-Померанская операция — с 10 февраля 1945 года по 4 апреля 1945 года.
- Берлинская операция — с 16 апреля 1945 года по 8 мая 1945 года.

## Награды
- 8 истребительный авиационный корпус за образцовое выполнение заданий командования в боях с немецкими захватчиками при прорыве сильно укрепленной обороны немцев, прикрывающих Бобруйское направление, и проявленные при этом доблесть и мужество Указом Президиума Верховного Совета СССР от 2 июля 1944 года награжден орденом «Красного Знамени»[6].
- 323-я Барановичская истребительная авиационная дивизия награждена орденом Боевого Красного Знамени[7].
- 149-й истребительный авиационный полк за образцовое выполнение заданий командования в боях с немецкими захватчиками, за овладение городом Брест и проявленные при этом доблесть и мужество 10 августа 1944 года награждён орденом Боевого Красного Знамени[8].
- 156-й Эльбингский истребительный авиационный полк награждён орденом Суворова III степени[9].
- 263-й Померанский истребительный авиационный полк награждён орденом Суворова III степени[10].
- 484-й Брестский истребительный авиационный полк награждён орденом Боевого Красного Знамени[11].
- 813-й Осовецкий истребительный авиационный полк награждён орденом Боевого Красного Знамени[12].

## Почётные наименования
- 8-му истребительному авиационному корпусу присвоено почётное наименование «Бобруйский»[13].
- 323-й истребительной авиационной дивизии присвоено почётное наименование «Барановичская»[14].
- 215-й истребительной авиационной дивизии присвоено почётное наименование «Танненбергская»[15].
- 149-му истребительному авиационному полку за отличие в боях за овладение городом Кезлин присвоено почётное наименование «Померанский»[16].
- 156-му истребительному авиационному полку присвоено почётное наименование «Эльбингский»[17].
- 263-му истребительному авиационному полку присвоено почётное наименование «Померанский»[18].
- 269-му Краснознамённому истребительному авиационному полку присвоено почётное наименование «Алленштайнский»[19].
- 484-му истребительному авиационному полку присвоено почётное наименование «Брестский»[20].
- 813-му истребительному авиационному полку присвоено почётное наименование «Осовецкий»[21].

## Итоги боевой работы корпуса
За годы войны лётчики корпуса совершили 21 586 боевых вылетов, провели 676 воздушных боёв, в которых сбили 735 вражеских самолётов. Штурмуя наземные цели, лётчики корпуса уничтожили 151 самолёт на аэродромах и большое количество войск и боевой техники противника.